# Акубардия, Бадри Рабоевич
Ба́дри Рабо́евич Акуба́рдия (укр. Бадрі Рабоєвич Акубардія; груз. ბადრი აქუბარდია; род. 11 января 1993) — украинский футболист, защитник. Играл за молодёжную сборную Украины.

## Биография

### Ранние годы
Родился в селе Пичори в Грузии, которое де-факто находится в Абхазии. Из-за грузино-абхазского конфликта в трёхлетнем возрасте вместе с родителями перебрался на Украину. На Украине семья поселилась в городе Бахмаче Черниговской области, где у отца Бадри жили родственники. Там же с шести лет начинал заниматься футболом. В Бахмаче под наблюдением Владимира Петровича Стецюка, он занимался футболом до 8-го класса, после чего оказался в спортивном интернате в Броварах, где надолго не задержался и вступил в киевский РВУФК, где занимался под руководством Дмитрия Александровича Назаренко.

### Игровая карьера
В 2009 году юного футболиста заметили тренеры ДЮФШ «Динамо» им. Валерия Лобановского Павел Александрович Неверов и Юрий Петрович Еськин, после чего пригласили его в «Динамо». Пробыв в Академии только год, уже летом 2010 года Акубардия полетел на Кипр на сборы с дублирующим составом, после чего начал выступать за молодёжную команду. В дубле «Динамо» молодой левый защитник дебютировал 16 июля 2010 года в матче с молодёжным составом «Таврии» (2:0). Со временем Бадри стал основным игроком «молодёжки», проведя за три сезона 61 игру в молодёжном первенстве. 28 октября 2012 Акубардия был включён в заявку на матч 13 тура чемпионата Украины 2012/13 с «Ильичёвцем», однако на поле так и не вышел. Летом 2013 тренер «молодёжки» Александр Хацкевич возглавил вторую динамовскую команду, игравшую в Первой лиге. С собой он взял ряд игроков, в том числе Бадри. В профессиональных соревнованиях Акубардия дебютировал 14 июля 2013 года в выездном матче против черниговской «Десны», который завершился вничью 0:0, а Акубардия провёл на поле все 90 минут.
В конце августа 2016 стал игроком грузинского клуба «Зугдиди», который тренировал специалист украинского происхождения Владимир Лютый. В команде высшего грузинского дивизиона Акубардия был игроком основного состава.

### Сборная
С 2010 по 2012 год выступал за юношеские сборные Украины всех возрастных категорий. С 2012 по 2013 год играл за молодёжную сборную Украины. В начале 2013 года был вызван тренером Сергеем Ковальцом для игры в молодёжной сборной на Кубке Содружества, на котором сыграл в четырёх матчах и помог сборной стать финалистом соревнований.